# Ciril Genik
Ciril Genik (* 1857, † 12. februar 1925) je bil kanadski imigrantski uradnik, priseljen iz Ukrajine.

## Življenjepis

### Stara domovina
Rojen je bil v kraju Bareziv Nižji v Galiciji; oče Ivan je bil vaški župan, mati Ana Perčovič pa je bila gospodinja. Študiral je v Kolomiji, preden se je preselil  v danšnji Ivano-Frankivsk in tam pridobil učiteljsko diplomo.  Študij je končal v Lvovu. 1879 je dobil službo učitelja v deželi Nadvirni. V letu 1882 se je vrnil domov v svojo vas in ustanovil šolo.  1890 so ga v Kolomiji izvolili za mestnega  svetnika.

### Izseljenstvo
Joseph Oleskiv, ki je vabil Ukrajince v Kanado, je prosil Genika za pomoč pri izselitvi skupine Ukrajincev v Kanado. Tako se je  Genik z družino (z ženo in štirimi otroki) pridružil skupini 64 Ukrajincev in 1896 prispel v Quebec, od tam pa naprej v Winnipeg in v Stuartburn v Manitobi, kjer je živela prva ukrajinska skupnost v zahodni Kanadi. Genik se je naselil v Winnipegu in s posredništvom Oleskega postal uradnik družbe za priseljevanje, najprej kot prevajalec. 1898 je dobil stalno državno službo in bil prvi Ukrajinec v taki službi.

### Družbenopolitično delovanje
Leta 1899 je Genik ustanovil Taras Shevchenko Reading Hall (Čitalnico Tarasa Ševčenka)  v svoji lastni hiši in tudi prvi ukrajinski časopis Canadian Farmer (Kanadski kmet) v letu 1903. Čeprav sam ni bil veren, se ni strinjal z marksistično zahtevo po prevratu; verjel je, da krščanstvo mora obstajati neodvisno od grških in ruskih pravoslavnih načel; zato je ustanovil neodvisno grško cerkev  v sodelovanju z vinipeško prezbiterjansko skupnostjo in njenimi dušnimi pastirji v letih 1903-1904 . V letu 1911 je po državnih volitvah, ki so se za liberalce slabo končale, Genik izgubil svojo pisarno in položaj ter pristal med občinstvom. Nekaj časa je živel v Združenih državah, vendar se je vrnil kasneje spet v Winnipeg , kjer je 12. februarja 1925 tudi umrl. 
Genika se je v ukrajinski  skupnosti prijel vzdevek  kanadski car.